# Sofular (Tavas)
Sofular ist ein Dorf im Landkreis Tavas der türkischen Provinz Denizli. Sofular liegt etwa 64 km südwestlich der Provinzhauptstadt Denizli und 20 km westlich von Tavas. Sofular hatte laut der letzten Volkszählung 677 Einwohner (Stand Ende Dezember 2010).